# Good Joe Bell
Good Joe Bell ist ein Film von Reinaldo Marcus Green, der im September 2020 beim Toronto International Film Festival seine Premiere feierte und am 23. Juli 2021 in die US-Kinos kam.

## Handlung
Joe Bell ist der Inbegriff von Männlichkeit, und als Ehemann und Vater ist er es gewohnt zu brüllen, um zu bekommen, was er will. Jadin, sein gutaussehender Sohn im Teenageralter, ist schwul und wird an der High School gnadenlos gemobbt. 
Statt sich nach dessen Suizid in seiner Trauer zu verlieren, reist Joe durch die USA, um mit Schülern und allen anderen zu reden, die ihm zuhören, wenn er über die Folgen von Mobbing spricht.

## Biografisches
Die im Film erzählte Geschichte geht auf wahre Begebenheiten zurück. Nach dem Suizid seines Sohnes Jadin beschloss Joe Bell, durch die gesamten Vereinigten Staaten zu wandern und auf Mobbing und die möglichen Auswirkungen aufmerksam zu machen. Er war auch an der Gründung von Faces for Change beteiligt, einer gemeinnützigen Anti-Mobbing-Stiftung, die das besondere Engagement von Menschen an schulischen Einrichtungen ehrt, die sich für Diversität und die Förderung von Toleranz einsetzen, und sprach mit Schülern an US-amerikanischen Highschools über das Thema. 
Nachdem bekannt wurde, dass sein damals 15-jähriger Sohn, der Mitglied des Cheerleader-Teams der La Grande High School war, schwul ist, wurde dieser in direktem Kontakt mit anderen Jugendlichen, aber auch im Internet gemobbt. Daraufhin wollte er sich am 19. Januar 2013 das Leben nehmen, starb jedoch bei dem Versuch sich zu Erhängen nicht sofort und wurde im Krankenhaus noch zwei Wochen künstlich am Leben erhalten. Das Thema Mobbing wurde nach seinem Tod vermehrt von den US-Medien aufgegriffen.

## Produktion
Es handelt sich bei Good Joe Bell um den zweiten Film nach Monsters and Men bei dem Reinaldo Marcus Green Regie führte.
Das Drehbuch schrieben Larry McMurtry und Diana Ossana, die beide für die Adaption einer Kurzgeschichte für Brokeback Mountain im Jahr 2006 mit einem Oscar ausgezeichnet wurden. 
Mark Wahlberg ist in der Titelrolle von Joe Bell zu sehen. Der Nachwuchsschauspieler Reid Miller spielt seinen Sohn Jadin.
Die Filmmusik komponierte Antonio Pinto. Das Soundtrack-Album mit insgesamt 12 Musikstücken wurde Mitte September 2021 von Lakeshore Records und Endeavor Content als Download veröffentlicht.
Die Premiere erfolgte am 14. September 2020 beim Toronto International Film Festival. Im Mai 2021 wurde bekannt, dass sich Roadside Attractions die Rechte am Film sicherte und den Film am 23. Juli 2021 in die US-Kinos brachte, bevor der Film auch digital vermarktet wird. Dort erhielt er von der MPAA ein R-Rating, was einer Freigabe ab 17 Jahren entspricht.